# Iraki labdarúgó-szövetség
Az iraki labdarúgó-szövetség (Arabul: الاتحاد العراقي لكرة القدم; magyar átírásban: Ittihád al-Iraki li-Kurat al-Kadam) Irak nemzeti labdarúgó-szövetsége. 1948-ban alapították. A szövetség szervezi a Iraki labdarúgó-bajnokságot valamint a Iraki kupát. Működteti a Iraki labdarúgó-válogatottat valamint a Iraki női labdarúgó-válogatottat. Székhelye Bagdadban található.